# Ali Ahmad Said
Ali Ahmad Said Esber (tiếng Ả Rập: علي أحمد سعيد إسبر; phiên âm: alî ahmadi sa'îdi asbar hay Ali Ahmad Sa'id; sinh ngày 1 tháng 1 năm 1930), còn được biết tới bởi bút danh Adonis hoặc Adunis (Arabic: أدونيس), là một nhà thơ, nhà viết tiểu luận và dịch giả người Syria. Ông đã viết hơn hai mươi cuốn sách và tập thơ bằng tiếng Ả Rập cũng như dịch một số tác phẩm từ tiếng Pháp.
Bị cầm tù ở Syria vào giữa những năm 1950 do niềm tin của mình, Adunis định cư ở nước ngoài và làm việc phần lớn thời gian ở Liban và Pháp. Là một ứng cử viên lâu năm cho Giải Nobel Văn học, Ông đã thường xuyên được đề cử cho giải thưởng này kể từ năm 1988 và được mô tả là nhà thơ sống vĩ đại nhất của thế giới Ả Rập.

## Tiểu sử

### Tuổi trẻ và giáo dục
Ali Ahmad Said Asbar sinh ở Al Qassabin, Latakia, bắc Syria, trong một gia đình Alawite. Lúc nhỏ, ông thường làm việc trên những cánh đồng, nhưng cha ông thường xuyên yêu cầu ông  ghi nhớ thơ, và ông đã bắt đầu sáng tác những bài thơ của riêng mình. Năm 1947, ông đã có cơ hội được đọc thuộc lòng một bài thơ cho Tổng thống Syria Shukri al-Kuwatli; điều đó đó đã dẫn tới một loạt các học bổng. Trước là một trường học ở Latakia và sau đó đến Đại học Syria ở Damascus, nơi ông nhận được cấp bằng về Triết học vào năm 1954.

### Bút danh
Antun Saadeh, thủ lĩnh sáng lập Đảng Quốc gia Xã hội Syria không phải là người đã đặt cho Said cái tên Adonis như nhiều người vẫn tin. Thay vào đó, ở tuổi 17, sau khi bị từ chối bởi một số tạp chí dưới tên thật của mình, ông đã tự lấy cái tên này làm bút danh nhằm "thức tỉnh những biên tập viên đang mơ ngủ về tài năng sớm phát triển cùng như cảm hứng thơ ca về thời tiền Hồi giáo và liên minh Địa trung Hải" của ông. Năm 1955, Said đã bị giam trong vòng sáu tháng vì là thành viên của Đảng Quốc gia Xã hội Syria.

### Beirut / Paris
Sau khi ra tù vào năm 1956, ông chuyển đến Beirut, Liban. Ở nơi đây, vào năm 1957, ông và nhà thơ mang trong mình hai dòng máu Liban và Syria là Yusuf al-Khal đã sáng lập nên tạp chí Majallat Shi'r. Tạp chí này đã vấp phải nhiều sự chỉ trích mạnh mẽ khi họ xuất bản những bài thơ theo lối thực nghiệm. Majallat Shi'r ngừng xuất bản vào năm 1964 và Adunis đã không tham gia vào bộ phận biên tập của Shi'r sau khi nó được tái xuất bản vào năm 1967. Tại Liban, tinh thần dân tộc mãnh liệt, tư tưởng tập hợp tất cả các dân tộc- thống nhất khối Ả Rập của ông có thể được tìm thấy qua những trang báo Lisan al-Hal tại các sạp báo ở Beirut. Và cuối cùng, vào năm 1968, ông lại cho xuất bản một ấn phẩm văn học định kỳ có tiêu đề là Mawaqif, hướng về lối thơ ca thực nghiệm.
Những bài thơ của Adunis tiếp tục bày tỏ quan điểm dân tộc chủ nghĩa cùng với quan niệm thần bí của mình. Với việc sử dụng những yếu tố trong Sufi, Adonis đã trở thành một trong những tác giả tiêu biểu hàng đầu của xu hướng Neo-Sufi trong thơ ca Ả Rập hiện đại. Xu hướng này đã từng là trào lưu trong những năm 1970.
Adunis đã từng nhận được học bổng học tại Paris trong giai đoạn 1960-1961. Từ năm 1970 đến năm 1985 ông là giáo sư môn Văn học Ả Rập tại Đại học Liban. Năm 1976, ông là giáo sư thỉnh giảng tại Đại học Damacus. Năm 1980, ông di cư sang Paris tránh nạn trong cuộc Nội chiến Liban. Trong những năm 1980-1981, ông là giáo sư môn tiếng Ả Rập tại Sorbonne tại Paris.
Vào ngày 27 tháng 1 năm 1995, dưới áp lực của cộng đồng người Syria, người ta đã ra tuyên bố trục xuất ông khỏi Hiệp hội nhà văn Ả Rập tại Damascus.
Tháng 8 năm 2011, Adunis đã trả lời phỏng vấn tờ báo Kuwait Al Rai về vai trò của tổng thống Syria Bashar al-Assad trong cuộc nổi loạn của nhân dân Syria trong năm 2011-2012.

### Phong cách
Adunis là một nhà tiên phong của thơ ca Ả Rập hiện đại. Ông thường được xem như là một kẻ nổi loạn, một người đả phá những tín ngưỡng lâu đời và chỉ hành động theo những quan điểm riêng của mình. "Arabic poetry is not the monolith this dominant critical view suggests, but is pluralistic, sometimes to the point of self-contradiction"  Những tác phẩm của Adunis đã được phân tích và được chiếu rọi bởi nhà phê bình nổi tiếng Ả Rập Abu Kamal Deeb, người đã biên tập tạp chí "Mawakif" tại Beirut vào những năm 1970.
Sau khi Giải Nobel Văn học năm 2011 được trao cho nhà thơ Thụy Điển Tomas Tranströmer thay vì Adunis trong năm của Mùa xuân Arab, thư ký thường trực của Viện Hàn Lâm Thụy Điển Peter Englund đã phủ nhận việc không trao giải này xuất phát từ lý do chính trị. Lý do cho việc này được mô tả bằng khái niệm "văn học cho những con bù nhìn". Adunis đã giúp truyền bá tiếng tăm của Tranströmer trong thế giới Ả Rập.

## Giải thưởng và vinh danh
Năm 2007, ông được trao Giải Bjørnson. Năm 2011, ông giành Giải Goethe.
- Giải Bjørnson (2007)
- Giải Goethe (2011)

## Tác phẩm
Adunis đã viết hơn hai mươi đầu sách bằng tiếng Ả Rập. Một vài bài thơ trong đó đã được dịch sang tiếng Anh. Tuyển tập Adonis: Những bài thơ chọn lọc đã được Khaled Mattawa dịch và giới thiệu tại Giải thưởng về thơ Griffin năm 2011.
Thơ
- If Only the Sea Could Sleep (trans from Al-A'mal al Shi'riyya, (The Complete Works, 3 volumes) (2000) ISBN 1-931243-29-8
- The Pages of Day and Night (Marlboro Press, 1994) ISBN 0-910395-96-9 (2000 edition): ISBN 0-8101-6081-1
- The blood of Adonis;: Transpositions of selected poems of Adonis (Ali Ahmed Said) (Pitt poetry series) ISBN 0-8229-3213-X
- Songs of Mihyar the Damascene (1960) poems available online include:
  - Not A Star
  - A Voice 
  - A King is Miyhar
  - The Adoring Rock
- Take me to God
- Transformations of the Lover. (trans. Samuel Hazo.) International Poetry Series, Volume 7. Ohio University Press: Athens, Ohio, 1982.
- An Introduction to Arab Poetics. (trans. Catherine Cobham.) Saqi Books: London, 1990.

_______Banipal Interview. No. 2, June, 1998. http://www.jehat.com/en Lưu trữ ngày 10 tháng 4 năm 2005 tại Wayback Machine default.asp?action=article&ID=43
_______"Language, Culture, Reality." The View From Within: Writers and Critics on Contemporary Arabic Literature: A Selection from Alif Journal of Contemporary Poetics ed. Ferial J. Ghazoul and Barbara Harlow. The American University in Cairo Press, 1994.
_______Sufism and Surrealism. (trans. Judith Cumberbatch.) Saqi Books: London, 2005.
_______Transformations of the Lover. (trans. Samuel Hazo.) International Poetry Series, Volume 7. Ohio University Press: Athens, Ohio, 1982.
_______Victims of A Map: A Bilingual Anthology of Arabic Poetry.(trans. Abdullah Al-Udhari.) Saqi Books: London, 1984.
A Time Between Ashes and Roses (trans. Sharkat M. Toorawa)
Văn học phê phán và tiểu luận
- An Introduction to Arab Poetics (2000) ISBN 0-86356-301-5
- "The Poet of Secrets and Roots, The Ḥallājian Adūnis" [Arabic]. Al-Ḍaw' al-Mashriqī: Adūnis ka-mā Yarāhu Mufakkirūn wa-Shu'arā' 'Ālamiyyūn [The Eastern Light: Adūnīs in the Eye of International Intellectuals and Poets] Damascus: Dār al-Ṭalī'a, 2004: 177-179.
- "'Poète des secrets et des racines': L'Adonis hallajien". Adonis: un poète dans le monde d'aujourd'hui 1950-2000. Paris: Institut du monde arabe, 2000: 171-172.
- Religion, Mysticism and Modern Arabic Literature. Wiesbaden: Harrassowitz Verlag, 2006.
- "A Study of 'Elegy for al-Ḥallāj' by Adūnīs". Journal of Arabic Literature 25.2, 1994: 245-256.